# Russischer Fußballpokal 2000/01
Der Russische Fußballpokal 2000/01 war die neunte Austragung des russischen Pokalwettbewerbs der Männer. Pokalsieger wurde Titelverteidiger Lokomotive Moskau. Das Team setzte sich im Finale am 20. Juni 2001 im Dynamo-Stadion von Moskau gegen Anschi Machatschkala durch.

## Modus
In den ersten vier Runden nahmen ausschließlich Mannschaften der 2. Division 2000 teil. Dabei traten insgesamt 97 Vereine an, die nach regionalen Gesichtspunkten gelost wurden. In der fünften Runde stiegen dann die 20 Zweitligisten, in der sechsten Runde die 16 Erstligisten ein.
Die Spiele der ersten Runde wurden Ende März ausgetragen, das Finale im darauffolgenden Jahr Ende Juni, sodass sich der Pokalwettbewerb über 14 Monate erstreckte. Alle Begegnungen wurden in einem Spiel ausgetragen. Bei unentschiedenem Ausgang wurde zur Ermittlung des Siegers eine Verlängerung gespielt. Stand danach kein Sieger fest, folgte ein Elfmeterschießen. Der Pokalsieger qualifizierte sich für den UEFA-Pokal.

## Teilnehmende Teams
| Oberste Division (16) | Oberste Division (16) | 1. Division (20) | 1. Division (20) |
| --- | --- | --- | --- |
| - Dynamo Moskau - Lokomotive Moskau - Spartak Moskau - Torpedo Moskau - ZSKA Moskau - Alanija Wladikawkas - Anschi Machatschkala - Fakel Woronesch | - Krylja Sowetow Samara - Lokomotive Nischni Nowgorod - Rostselmasch Rostow - Rotor Wolgograd - Saturn Ramenskoje - Tschernomorez Noworossijsk - Uralan Elista - Zenit St. Petersburg | - Amkar Perm - Arsenal Tula - Baltika Kaliningrad - Gasowik-Gasprom Ischewsk - Kristall Smolensk - FK Lada Toljatti - Lokomotive Tschita - Lokomotive St. Petersburg - Metallurg Krasnojarsk - Metallurg Lipezk | - Nosta Nowotroizk - Rubin Kasan - Schemtschuschina Sotschi - Schinnik Jaroslawl - PFK Sokol Saratow - Spartak Naltschik - Spartak-Tschukotka Moskau - Tom Tomsk - Torpedo-SIL Moskau - Wolgar-Gasprom Astrachan |
| 2. Division (97) | | | |
| - Amur Blagoweschtschensk - Anguscht Nasran - Arsenal-2 Tula - Awangard Kursk - Awtodor Wladikawkas - Awtomobilist Noginsk - FK Balakowo - Biochimik-Mordowija Saransk - FK Chimki - FK Chopjor Balaschow - Diana Wolschsk - FK Don Nowomoskowsk - Chimik Dserschinsk - Druschba Maikop - Dynamo Barnaul - Dynamo Brjansk - Dynamo Ischewsk - Dynamo Machatschkala - Dynamo-Maschinostroitel Kirow - Dynamo Omsk - Dynamo Perm - Dynamo Stawropol - FK Dynamo-Strojimpuls St. Petersburg - Dynamo Wologda - Energija Tschaikowski | - Energetik Uren - Energija Welikije Luki - Fabus Bronnizky - Gasowik Orenburg - Iriston Wladikawkas - Irtysch Omsk - Iskra Engels - FK Jelez - KAMAS Nabereschnyje Tschelny - Kawkaskabel Prochladny - FK Kolomna - Kosmos Elektrostal - Kuban Krasnodar - FK Krasnosnamensk - FK Kurgan - Kusbass Kemerewo - Lada-Enegija Dimitrowgrad - Lokomotive Kaluga - Lokomotive Liski - Lotto-MKM Moskau - FK Lutsch Wladiwostok - Metallurg-Metisnik Magnitogorsk - Metallurg Nowokusnezk - Metallurg Wyksa | - FK Mosdok - FK Mosenergo Moskau - Nart Nartkala - FK Neftechimik Nischnekamsk - Neftjanik Jaroslawl - Oasis Jarzewo - Okean Nachodka - Olimpija Wolgograd - FK Orjol - FK Pskow - Reformazija Abakan - Saljut Saratow - Schachtjor Schachty - Sewerstal Tscherepowez - Selenga Ulan-Ude - Sibirjak Bratsk - Slawjansk Slawjansk-na-Kubani - SKA-Energija Chabarowsk - FK SKA Rostow - Sodowik Sterlitamak - Spartak Joschkar-Ola - Spartak-Kawkastransgas Isobilny - Spartak Kostroma - Spartak Luchowizy | - FK Spartak Orechowo - FK Spartak Rjasan - Spartak Schtschjolkowo - Spartak Tambow - Spartak-Telekom Schuja - Sportakademklub Moskau - Sudostroitel Astrachan - Swesda Irkutsk - Swetotechnika Saransk - FK Titan Reutow - FK Tjumen - Torpedo Pawlowo - Torpedo Taganrog - Torpedo-Wiktorija Nischni Nowgorod - Torpedo Wolschski - Tschkalowez-Olimpik Nowosibirsk - UralAZ Miass - Uralez Nischni Tagil - Uralmasch Jekaterinburg - FK Witjas Krymsk - Wenez Gulkewitschi - Wolga Uljanowsk - Wolotschanin-89 Wyschni Wolotschok - Zenit Tscheljabinsk |

Römische Ziffern in Klammern geben die Ligastufe an, an der die Vereine während der Saison 2000 teilnehmen.

## 1. Runde
Teilnehmer: 6 Vereine der 2. Division.
| Datum      |                                       | Ergebnis              |                        |
| ---------- | ------------------------------------- | --------------------- | ---------------------- |
| 29.03.2000 | Spartak-Kawkastransgas Isobilny (III) | 1:2 n. V.             | Dynamo Stawropol (III) |
| 29.03.2000 | Wenez Gulkewitschi (III)              | 4:0                   | Druschba Maikop (III)  |
| 29.03.2000 | Kawkaskabel Prochladny (III)          | 1:1 n. V. (4:3 i. E.) | FK Mosdok (III)        |

## 2. Runde
Teilnehmer: Die 3 Sieger der ersten Runde und weitere 89 Vereine der 2. Division.
| Datum      |                                          | Ergebnis              |                                            |
| ---------- | ---------------------------------------- | --------------------- | ------------------------------------------ |
| 18.04.2000 | FK Witjas Krymsk (III)                   | 1:0                   | Slawjansk Slawjansk-na-Kubani (III)        |
| 18.04.2000 | Torpedo Taganrog (III)                   | 1:4                   | FK SKA Rostow (III)                        |
| 18.04.2000 | Schachtjor Schachty (III)                | 2:0                   | FK Jelez (III)                             |
| 18.04.2000 | Nart Nartkala (III)                      | 2:0                   | Anguscht Nasran (III)                      |
| 18.04.2000 | Kuban Krasnodar (III)                    | 3:0                   | Wenez Gulkewitschi (III)                   |
| 18.04.2000 | Iriston Wladikawkas (III)                | 1:4                   | Awtodor Wladikawkas (III)                  |
| 18.04.2000 | Dynamo Stawropol (III)                   | 4:1                   | Kawkaskabel Prochladny (III)               |
| 18.04.2000 | Dynamo Machatschkala (III)               | 0:1                   | Sudostroitel Astrachan (III)               |
| 19.04.2000 | Spartak-Telekom Schuja (III)             | 1:3                   | Spartak Kostroma (III)                     |
| 19.04.2000 | Sportakademklub Moskau (III)             | 2:1                   | Spartak Schtschjolkowo (III)               |
| 19.04.2000 | Spartak Tambow (III)                     | 1:0                   | Lokomotive Liski (III)                     |
| 19.04.2000 | FK Spartak Rjasan (III)                  | 0:1 n. V.             | Spartak Luchowizy (III)                    |
| 19.04.2000 | Oasis Jarzewo (III)                      | 2:1                   | Energija Welikije Luki (III)               |
| 19.04.2000 | FK Mosenergo Moskau (III)                | 1:2                   | Neftjanik Jaroslawl (III)                  |
| 19.04.2000 | Lotto-MKM Moskau (III)                   | 2:0                   | FK Spartak Orechowo (III)                  |
| 19.04.2000 | Kosmos Elektrostal (III)                 | 3:1 n. V.             | FK Titan Reutow (III)                      |
| 19.04.2000 | FK Pskow (III)                           | kampflos              | FK Dynamo-Strojimpuls St. Petersburg (III) |
| 19.04.2000 | FK Chimki (III)                          | 2:0                   | Wolotschanin-89 Wyschni Wolotschok (III)   |
| 19.04.2000 | Fabus Bronnizky (III)                    | 2:1                   | FK Kolomna (III)                           |
| 19.04.2000 | Dynamo Wologda (III)                     | 3:0                   | Sewerstal Tscherepowez (III)               |
| 19.04.2000 | Dynamo Brjansk (III)                     | 1:2 n. V.             | Lokomotive Kaluga (III)                    |
| 19.04.2000 | FK Don Nowomoskowsk (III)                | 1:0                   | Arsenal-2 Tula (III)                       |
| 19.04.2000 | Awtomobilist Noginsk (III)               | 0:2                   | FK Krasnosnamensk (III)                    |
| 19.04.2000 | Awangard Kursk (III)                     | 0:1 n. V.             | FK Orjol (III)                             |
| 19.04.2000 | Uralmasch Jekaterinburg (III)            | 4:0                   | Zenit Tscheljabinsk (III)                  |
| 28.04.2000 | UralAZ Miass (III)                       | 1:1 n. V. (4:1 i. E.) | Metallurg-Metisnik Magnitogorsk (III)      |
| 28.04.2000 | Spartak Joschkar-Ola (III)               | 1:0 n. V.             | Dynamo-Maschinostroitel Kirow (III)        |
| 28.04.2000 | Gasowik Orenburg (III)                   | 2:3                   | Sodowik Sterlitamak (III)                  |
| 28,04.2000 | FK Tjumen (III)                          | 3:0                   | FK Kurgan (III)                            |
| 28,04.2000 | Dynamo Perm (III)                        | 2:5                   | Uralez Nischni Tagil (III)                 |
| 28,04.2000 | Dynamo Ischewsk (III)                    | 0:1                   | Energija Tschaikowski (III)                |
| 28,04.2000 | KAMAS Nabereschnyje Tschelny (III)       | 0:2                   | FK Neftechimik Nischnekamsk (III)          |
| 02.05.2000 | Swesda Irkutsk (III)                     | 4:0                   | Selenga Ulan-Ude (III)                     |
| 02.05.2000 | Torpedo-Wiktorija Nischni Nowgorod (III) | 1:0                   | Diana Wolschsk (III)                       |
| 02.05.2000 | Torpedo Pawlowo (III)                    | 2:1                   | Metallurg Wyksa (III)                      |
| 02.05.2000 | Saljut Saratow (III)                     | 1:0                   | Iskra Engels (III)                         |
| 02.05.2000 | Olimpija Wolgograd (III)                 | 5:1                   | Torpedo Wolschski (III)                    |
| 02.05.2000 | Metallurg Nowokusnezk (III)              | 3:1                   | Dynamo Barnaul (III)                       |
| 02.05.2000 | FK Lutsch Wladiwostok (III)              | 1:0                   | Okean Nachodka (III)                       |
| 02.05.2000 | Lada-Enegija Dimitrowgrad (III)          | 0:1                   | Wolga Uljanowsk (III)                      |
| 02.05.2000 | Kusbass Kemerewo (III)                   | 1:0                   | Tschkalowez-Olimpik Nowosibirsk (III)      |
| 02.05.2000 | Chimik Dserschinsk (III)                 | 0:2                   | Energetik Uren (III)                       |
| 02.05.2000 | FK Balakowo (III)                        | 2:0                   | FK Chopjor Balaschow (III)                 |
| 02.05.2000 | Dynamo Omsk (III)                        | 0:2                   | Irtysch Omsk (III)                         |
| 02.05.2000 | Biochimik-Mordowija Saransk (III)        | 0:1                   | Swetotechnika Saransk (III)                |
| 02.05.2000 | Amur Blagoweschtschensk (III)            | 2:1                   | SKA-Energija Chabarowsk (III)              |

## 3. Runde
Teilnehmer: Die 46. Sieger der 2. Runde und mit Reformazija Abakan und Sibirjak Bratsk zwei weitere Vereine der 2. Division.
| Datum      |                              | Ergebnis              |                                          |
| ---------- | ---------------------------- | --------------------- | ---------------------------------------- |
| 24.05.2000 | Sibirjak Bratsk (III)        | 0:2                   | Swesda Irkutsk (III)                     |
| 24.05.2000 | Reformazija Abakan (III)     | 1:0                   | Metallurg Nowokusnezk (III)              |
| 24.05.2000 | FK Lutsch Wladiwostok (III)  | 1:0                   | Amur Blagoweschtschensk (III)            |
| 24.05.2000 | Irtysch Omsk (III)           | 1:0                   | Kusbass Kemerewo (III)                   |
| 28.05.2000 | FK Witjas Krymsk (III)       | 0:1                   | Kuban Krasnodar (III)                    |
| 28.05.2000 | Sudostroitel Astrachan (III) | 2:0                   | Nart Nartkala (III)                      |
| 28.05.2000 | Spartak Luchowizy (III)      | 2:0                   | Fabus Bronnizky (III)                    |
| 28.05.2000 | Schachtjor Schachty (III)    | 0:1                   | FK SKA Rostow (III)                      |
| 28.05.2000 | Oasis Jarzewo (III)          | 2:1                   | Sportakademklub Moskau (III)             |
| 28.05.2000 | Neftjanik Jaroslawl (III)    | 2:0                   | Dynamo Wologda (III)                     |
| 28.05.2000 | Lokomotive Kaluga (III)      | 1:0                   | Lotto-MKM Moskau (III)                   |
| 28.05.2000 | Kosmos Elektrostal (III)     | 2:1                   | Lotto-MKM Moskau (III)                   |
| 28.05.2000 | FK Pskow (III)               | 1:2                   | FK Chimki (III)                          |
| 28.05.2000 | FK Orjol (III)               | 5:1                   | Spartak Tambow (III)                     |
| 28.05.2000 | FK Krasnosnamensk (III)      | 2:1                   | Spartak Kostroma (III)                   |
| 28.05.2000 | Awtodor Wladikawkas (III)    | 4:2                   | Dynamo Stawropol (III)                   |
| 29.05.2000 | Wolga Uljanowsk (III)        | 1:0                   | Swetotechnika Saransk (III)              |
| 29.05.2000 | Uralez Nischni Tagil (III)   | 1:2                   | Uralmasch Jekaterinburg (III)            |
| 29.05.2000 | Sodowik Sterlitamak (III)    | 0:0 n. V. (4:1 i. E.) | FK Neftechimik Nischnekamsk (III)        |
| 29.05.2000 | Saljut Saratow (III)         | 3:2 n. V.             | Olimpija Wolgograd (III)                 |
| 29.05.2000 | FK Tjumen (III)              | 2:0                   | UralAZ Miass (III)                       |
| 29.05.2000 | FK Balakowo (III)            | 1:0                   | Torpedo-Wiktorija Nischni Nowgorod (III) |
| 29.05.2000 | Energija Tschaikowski (III)  | 2:0                   | Spartak Joschkar-Ola (III)               |
| 29.05.2000 | Energetik Uren (III)         | 2:0                   | Torpedo Pawlowo (III)                    |

## 4. Runde
Teilnehmer: Die 20 Sieger der dritten Runde.
| Datum      |                               | Ergebnis |                             |
| ---------- | ----------------------------- | -------- | --------------------------- |
| 09.06.2000 | Wolga Uljanowsk (III)         | 2:1      | Saljut Saratow (III)        |
| 09.06.2000 | Uralmasch Jekaterinburg (III) | 1:0      | FK Tjumen (III)             |
| 09.06.2000 | Sodowik Sterlitamak (III)     | 3:1      | Energija Tschaikowski (III) |
| 09.06.2000 | Energetik Uren (III)          | 1:0      | FK Balakowo (III)           |
| 12.06.2000 | FK Krasnosnamensk (III)       | 2:4      | Oasis Jarzewo (III)         |
| 13.06.2000 | Spartak Luchowizy (III)       | 2:0      | Kosmos Elektrostal (III)    |
| 13.06.2000 | Neftjanik Jaroslawl (III)     | 1:2      | FK Chimki (III)             |
| 13.06.2000 | FK Orjol (III)                | 1:0      | Lokomotive Kaluga (III)     |
| 24.06.2000 | Swesda Irkutsk (III)          | 1:0      | FK Lutsch Wladiwostok (III) |
| 24.06.2000 | Irtysch Omsk (III)            | kampflos | Reformazija Abakan (III)    |
| 26.06.2000 | Sudostroitel Astrachan (III)  | 2:1      | Awtodor Wladikawkas (III)   |
| 26.06.2000 | Kuban Krasnodar (III)         | 4:0      | FK SKA Rostow (III)         |

## 5. Runde
Teilnehmer: Die 12 Sieger der vierten Runde und die 20 Vereine der 1. Division
| Datum      |                               | Ergebnis              |                                |
| ---------- | ----------------------------- | --------------------- | ------------------------------ |
| 16.07.2000 | Schemtschuschina Sotschi (II) | 3:2                   | Spartak Naltschik (II)         |
| 16.07.2000 | Uralmasch Jekaterinburg (III) | 0:1                   | Energetik Uren (III)           |
| 16.07.2000 | Torpedo-SIL Moskau (II)       | 3:1                   | Kristall Smolensk (II)         |
| 16.07.2000 | Tom Tomsk (II)                | 2:0                   | Swesda Irkutsk (III)           |
| 16.07.2000 | Sudostroitel Astrachan (III)  | 1:3                   | Kuban Krasnodar (III)          |
| 16.07.2000 | Spartak Luchowizy (III)       | 0:2                   | Schinnik Jaroslawl (II)        |
| 16.07.2000 | PFK Sokol Saratow (II)        | 4:0                   | Wolgar-Gasprom Astrachan (II)  |
| 16.07.2000 | Oasis Jarzewo (III)           | 4:4 n. V. (5:3 i. E.) | Lokomotive St. Petersburg (II) |
| 16.07.2000 | Nosta Nowotroizk (II)         | 2:1                   | Rubin Kasan (II)               |
| 16.07.2000 | Gasowik-Gasprom Ischewsk (II) | 2:0                   | Sodowik Sterlitamak (III)      |
| 16.07.2000 | FK Orjol (III)                | 0:2                   | Metallurg Lipezk (II)          |
| 16.07.2000 | Baltika Kaliningrad (II)      | 1:2                   | FK Chimki (III)                |
| 16.07.2000 | Arsenal Tula (II)             | 2:1                   | Spartak-Tschukotka Moskau (II) |
| 16.07.2000 | Amkar Perm (II)               | 1:0                   | Metallurg Krasnojarsk (II)     |
| 16.07.2000 | Irtysch Omsk (III)            | 2:1 n. V.             | Lokomotive Tschita (II)        |
| 16.07.2000 | Wolga Uljanowsk (III)         | 1:4                   | FK Lada Toljatti (II)          |

## 6. Runde
Teilnehmer: Die 16 Sieger der fünften Runde, sowie die 16 Erstligisten, die auswärts antreten mussten.
| Datum      |                               | Ergebnis              |                                 |
| ---------- | ----------------------------- | --------------------- | ------------------------------- |
| 07.08.2000 | Kuban Krasnodar (III)         | 4:2                   | Tschernomorez Noworossijsk (I)  |
| 08.09.2000 | Nosta Nowotroizk (II)         | 1:4                   | Spartak Moskau (I)              |
| 09.09.2000 | Energetik Uren (III)          | 2:1 n. V.             | Alanija Wladikawkas (I)         |
| 09.09.2000 | Arsenal Tula (II)             | 1:1 n. V. (3:2 i. E.) | Uralan Elista (I)               |
| 09.09.2000 | Torpedo-SIL Moskau (II)       | 2:2 n. V. (4:5 i. E.) | Dynamo Moskau (I)               |
| 09.09.2000 | Tom Tomsk (II)                | 0:1 n. V.             | Lokomotive Moskau (I)           |
| 09.09.2000 | PFK Sokol Saratow (II)        | 6:2                   | Lokomotive Nischni Nowgorod (I) |
| 10.09.2000 | Oasis Jarzewo (III)           | 1:2 n. V.             | Anschi Machatschkala (I)        |
| 10.09.2000 | Schemtschuschina Sotschi (II) | 0:1 n. V.             | Krylja Sowetow Samara (I)       |
| 10.09.2000 | Schinnik Jaroslawl (II)       | 1:6                   | ZSKA Moskau (I)                 |
| 10.09.2000 | FK Lada Toljatti (II)         | 1:0 n. V.             | Saturn Ramenskoje (I)           |
| 10.09.2000 | Irtysch Omsk (III)            | 2:0                   | Rostselmasch Rostow (I)         |
| 10.09.2000 | Gasowik-Gasprom Ischewsk (II) | 3:2                   | Rotor Wolgograd (I)             |
| 10.09.2000 | Amkar Perm (II)               | 2:1                   | Fakel Woronesch (I)             |
| 14.10.2000 | FK Chimki (III)               | 1:2                   | Torpedo Moskau (I)              |
| 19.10.2000 | Metallurg Lipezk (II)         | 2:1                   | Zenit St. Petersburg (I)        |

## Achtelfinale
Teilnehmer: Die 16 Sieger der sechsten Runde.
| Datum      |                           | Ergebnis              |                               |
| ---------- | ------------------------- | --------------------- | ----------------------------- |
| 28.10.2000 | Energetik Uren (III)      | 2:2 n. V. (1:2 i. E.) | PFK Sokol Saratow (II)        |
| 28.10.2000 | ZSKA Moskau (I)           | 1:3                   | Anschi Machatschkala (I)      |
| 29.10.2000 | Lokomotive Moskau (I)     | 5:0                   | Gasowik-Gasprom Ischewsk (II) |
| 29.10.2000 | Krylja Sowetow Samara (I) | 3:0                   | Metallurg Lipezk (II)         |
| 29.10.2000 | Torpedo Moskau (I)        | 1:1 n. V. (5:4 i. E.) | Dynamo Moskau (I)             |
| 29.10.2000 | Amkar Perm (II)           | 1:0                   | Irtysch Omsk (III)            |
| 11.11.2000 | Kuban Krasnodar (III)     | 1:1 n. V. (4:5 i. E.) | Arsenal Tula (II)             |
| 17.11.2000 | Spartak Moskau (I)        | 4:1                   | FK Lada Toljatti (II)         |

## Viertelfinale
| Datum      |                           | Ergebnis              |                        |
| ---------- | ------------------------- | --------------------- | ---------------------- |
| 11.04.2001 | Lokomotive Moskau (I)     | 0:0 n. V. (3:1 i. E.) | Amkar Perm (II)        |
| 11.04.2001 | Krylja Sowetow Samara (I) | 3:0                   | Arsenal Tula (II)      |
| 11.04.2001 | Anschi Machatschkala (I)  | 1:0                   | Torpedo Moskau (I)     |
| 11.04.2001 | Spartak Moskau (I)        | 1:3                   | PFK Sokol Saratow (II) |

## Halbfinale
| Datum      |                          | Ergebnis |                           |
| ---------- | ------------------------ | -------- | ------------------------- |
| 16.05.2001 | PFK Sokol Saratow (II)   | 0:1      | Lokomotive Moskau (I)     |
| 16.05.2001 | Anschi Machatschkala (I) | 1:0      | Krylja Sowetow Samara (I) |

## Finale
| Paarung              | Lokomotive Moskau – Anschi Machatschkala |
| Ergebnis             | 1:1 n. V. (1:1, 0:0) 4:3 i. E. |
| Datum                | 20. Juni 2001 |
| Stadion              | Dynamo-Stadion, Moskau |
| Zuschauer            | 8.000 |
| Schiedsrichter       | Walentin Iwanow |
| Tore                 | 0:1 Narvik Sırxayev (89.) 1:1 Igor Tschugainow (90.) Elfmeterschießen: 0:1 Ruslan Agalarow 1:1 Marat Ismailow Arsen Akajew (gehalten) 2:1 Jacob Lekgetho 2:2 Narvik Sırxayev Igor Tschugainow (gehalten) Elvir Rahimić (über’s Tor) 3:2 Wladimir Maminow 3:3 Sjarhej Jaskowitsch 4:3 Dmitri Loskow   |
| Lokomotive Moskau    | Ruslan Nigmatullin – Gennadij Nischehorodow, Dmitri Sennikow, Jacob Lekgetho, Wadim Jesejew (91. Andrej Lauryk) – Igor Tschugainow , Marat Ismailow, Wladimir Maminow, James Obiorah (75. Albert Sarkisjan) – Dmitri Loskow, Maksim Busnikin (46. Sasa Dschanaschia). Cheftrainer: Juri Sjomin       |
| Anschi Machatschkala | Sergei Armischew – Denis Peremenin, Sjarhej Jaskowitsch, Michel Pensée, Nebojša Stojković (91. Arsen Akajew) – Elvir Rahimić, Ruslan Agalarow, Narvik Sırxayev , Magomed Adijew (75. Waleri Aleksejew) – Murad Ramasanow, Predrag Ranđelović (90. Anatoli Teblojew). Cheftrainer: Gadschi Gadschijew |
| Gelbe Karten         | Albert Sarkisjan – Nebojša Stojković, Waleri Aleksejew, Ruslan Agalarow |